# James Reveal
James Lauritz Reveal (29 marzo 1941 – Ithaca, 9 gennaio 2015) è stato un botanico statunitense.

## Biografia
Reveal è noto soprattutto per i suoi lavori sui nomi di livello superiore al genere, lavoro presentato in un sito web molto ampio. In questo sito è presente anche materiale sulla tassonomia delle piante, incluso il sistema Reveal.
Inoltre, fece numerose pubblicazioni sulla flora dell'America Settentrionale e sul genere Eriogonum e la famiglia Polygonaceae.
Verso la fine degli anni sessanta del XX secolo iniziò a lavorare presso il Norton-Brown Herbarium dell'Università del Maryland, di cui fu direttore dal 1979 al 1999. Andò in pensione il 31 luglio 1999.
Fu membro dell'Angiosperm Phylogeny Group e uno degli autori dei sistemi di classificazione APG II e APG III.
Al momento della sua morte, Reveal era professore emerito presso l'Università del Maryland, professore associato presso il Dipartimento di Biologia delle Piante della Cornell University e curatore onorario presso il New York Botanical Garden.

## Sistema Reveal
Il sistema di Reveal fu costantemente sviluppato fino alla fine del 1999, quando divenne obsoleto a causa della pubblicazione del sistema tassonomico APG ; ciò nonostante, fornisce tuttora nelle note a singoli taxa spiegazioni di valore, soprattutto per quanto riguarda la nomenclatura e i sinonimi tassonomici.